# Катандзаро (футбольний клуб)
«Катандзаро» (італ. US Catanzaro 1929) — італійський футбольний клуб з міста Катандзаро. Заснований в 1927 році. Домашні матчі проводить на стадіоні «Нікола Сераволо», що вміщає 14 650 глядачів.
У Серії А «Катандзаро» провів в цілому 7 сезонів, останнім з яких став сезон 1982/83. Кращим досягненням клубу в Серії А є 7-мі місця в сезонах 1980/81 і 1981/82.

## Історія
Клуб був заснований 1927 року під назвою «Катандзаренсе» (італ. Unione Sportiva Catanzarese) шляхом злиття двох футбольних команд міста: «Скальфаро» (італ. Scalfaro) і «Браччіні» (італ. Braccini). Логотипом нового клубу став золотий орел, символ міста Катандзаро, а кольорами став жовтий та червоний.
Протягом п'яти років він грав у нижчих лігах, після чого вийшов у Серію Б на сезон 1932/33. Клуб у першому ж сезоні покинув другий дивізіон, але через два роки він повернувся в Серію Б, де грав до 1937 року, після чого через італо-ефіопську війну втратив професійний статус і став виступати у регіональних турнірах, а з 1939 по 1945 роки на період Другої світової війні клуб взагалі припинив існування.
1945 року клуб був відновлений під назвою «Катандзаро» (італ. Unione Sportiva Catanzaro). Клуб вийшов до Серії Б у 1959 році і став там середняком, а в 1966 році став фіналістом італійського клубу, програвши у фіналі «Фіорентині». У 1971 році перемігши «Барі» в плей-оф, «Катандзаро» вперше в історії вийшов в Серію А. Перебування в елітному дивізіоні тривало всього один рік і попри історичну перемогу проти майбутніх чемпіонів Італії «Ювентуса», клуб з трьома перемогами за сезон став передостаннім і вилетів у Серію Б.
Повернутись у Серію А «Катандзаро» зуміло у 1976 році під керівництвом Джанні Ді Марціо, але і цього разу у першому ж сезоні клуб понизився у класі. Лише з третьої спроби клубу вдалося на деякий час закріпитись у найвищому дивізіоні країни — «Катандзаро» грало у Серії А безперервно протягом п'яти сезонів з 1978 по 1983 рік. При цьому у сезоні 1979/80 клуб був 14-им і мав вилетіти, але через корупційний скандал, за результатами якого «Мілан» і «Лаціо» були понижені у класі, «Катандзаро» врятувалось.
Надалі клуб мігрував між нижчими дивізіонами Італії аж до 2006 року, коли збанкрутував і був реорганізований у Football Club Catanzaro S.p.A., бувши заявленим у Серію С2. Втім під цією назвою команда довго не проіснувала і 2011 року була перейменована на Catanzaro Calcio 2011 S.r.l., а 2018 — на Unione Sportiva Catanzaro 1929 S.r.l..

## Досягнення
- Фіналіст Кубка Італії (1): 1966

## Відомі гравці
- Емануеле Беларді
- Джанлука Грава
- Алессандро Даль Канто
- Луїджі Де Агостіні
- Дженнаро Дельвеккіо
- Беніто Карбоне
- Джузеппе Лоренцо
- Антоніо Ночеріно
- Клаудіо Раньєрі
- Мауріціо Тромбетта
- Анді Сельва

## Відомі тренери
- Геза Кертес
- П'єро Пазінаті
- Франко Сельваджі